# El Brujo
Pour la bande dessinée de Mortadel et Filémon, voir El Brujo (bande dessinée).
El Brujo (« le sorcier » en espagnol) est l'un des complexes archéologiques les plus importants et les plus anciens de la côte nord du Pérou. Il se trouve dans la vallée du fleuve Chicama, dans le district de Magdalena de Cao, province d'Ascope, département de La Libertad, à environ 50 km au nord-ouest de la ville de Trujillo.
Dans ce site archéologique, ouvert au public depuis le 12 mai 2006, ont été découverts le tombeau et le corps momifié de la souveraine Moche appelée la Dame de Cao. El Brujo est constitué principalement par trois pyramides ; la Huaca Prieta, la Huaca Cao Viejo et la Huaca Cortada.

## Découverte et datation
Ce complexe est un ancien centre cérémoniel Moche (utilisé de 100 à 700), mais on y a trouvé des preuves de 5 000 ans d'occupation humaine, depuis les chasseurs-cueilleurs nomades, puis les cultures et civilisations précolombiennes successives, enfin la période de l'empire inca, la période coloniale et jusqu'au présent. Dans cette zone, il y a aussi des vestiges des occupations Lambayeque et Chimú.
Sa construction continue est une succession des différentes séquences culturelles présentes dans ce lieu pendant cinquante siècles. La huaca Prieta, le plus ancien monument de l'ensemble, daterait du XXVIe siècle av. J.-C.. L'économie de ses occupants se basait alors sur une agriculture rudimentaire, la pêche et la récolte de coquillages. Cette période marque le début de l'agriculture sur la côte péruvienne.
La recherche archéologique a bénéficié des conditions environnementales et topologiques favorables à la conservation des matériaux dans cette région aride.
La Huaca Prieta a été étudiée par l'archéologue américain Junius Bird entre 1946 et 1947. Sa découverte a été une étape fondamentale dans l'histoire de l'archéologie péruvienne. Ses restes ont été les premiers à être soumis à la nouvelle technique de datation au radiocarbone, pour déterminer son âge. À l'époque, les dates avancées (2500 av. J.-C.) ont perturbé la chronologie archéologique péruvienne, car il s'agissait des vestiges les plus anciens de la période précéramique ou archaïque. Jusqu'alors, les vestiges culturels les plus anciens ne dépassaient pas 1200 av. J.-C. et étaient associés à la culture Chavín.
Le complexe de la période Moche (Huaca Cao Viejo et Huaca Cortada) est étudié depuis les années 1990 par le Projet Archéologique Complejo El Brujo (PACEB), par l'archéologue Régulo Franco, sous les auspices de la Fondation Augusto N. Wiese, l'Instituto de Cultura La Libertad et l'Université nationale de Trujillo.
Jusqu'alors, Cao Viejo n'était qu'un monticule abandonné, qui a rapidement pris de la valeur, grâce aux découvertes archéologiques qui ont permis d'élargir les connaissances sur la culture moche.
Un document écrit du XVIIe siècle trouvé lors de fouilles sur le site pourrait contenir des traductions de chiffres écrits en Quingnam ou en Pescadora à l'aide du système décimal, première preuve physique de l'existence de ces langues (si elles ne sont pas des noms différents pour une même langue). Les archéologues pensent que la langue a été influencée par le quechua, une langue ancienne encore parlée par des millions de personnes dans les Andes.

## Histoire
Le développement du Complexe Archéologique de El Brujo s'inscrit dans le contexte de la construction des premières sociétés complexes. Pendant l'ère Moche, des centres religieux et sociopolitiques monumentaux, généralement appelés huacas, ont été construits.
Bien que l'architecture, l'iconographie et la pratique de sacrifices relient El Brujo à un site cérémoniel, rituel et funéraire, les constructions sont considérées comme le résultat du travail des "caciques". Les huacas de la période intermédiaire précoce (200 av. J.-C., 600 ap. J.-C.) semblent avoir exercé une puissance polymorphe et centrifuge, mais le complexe est situé dans une région aux conditions climatiques difficiles.

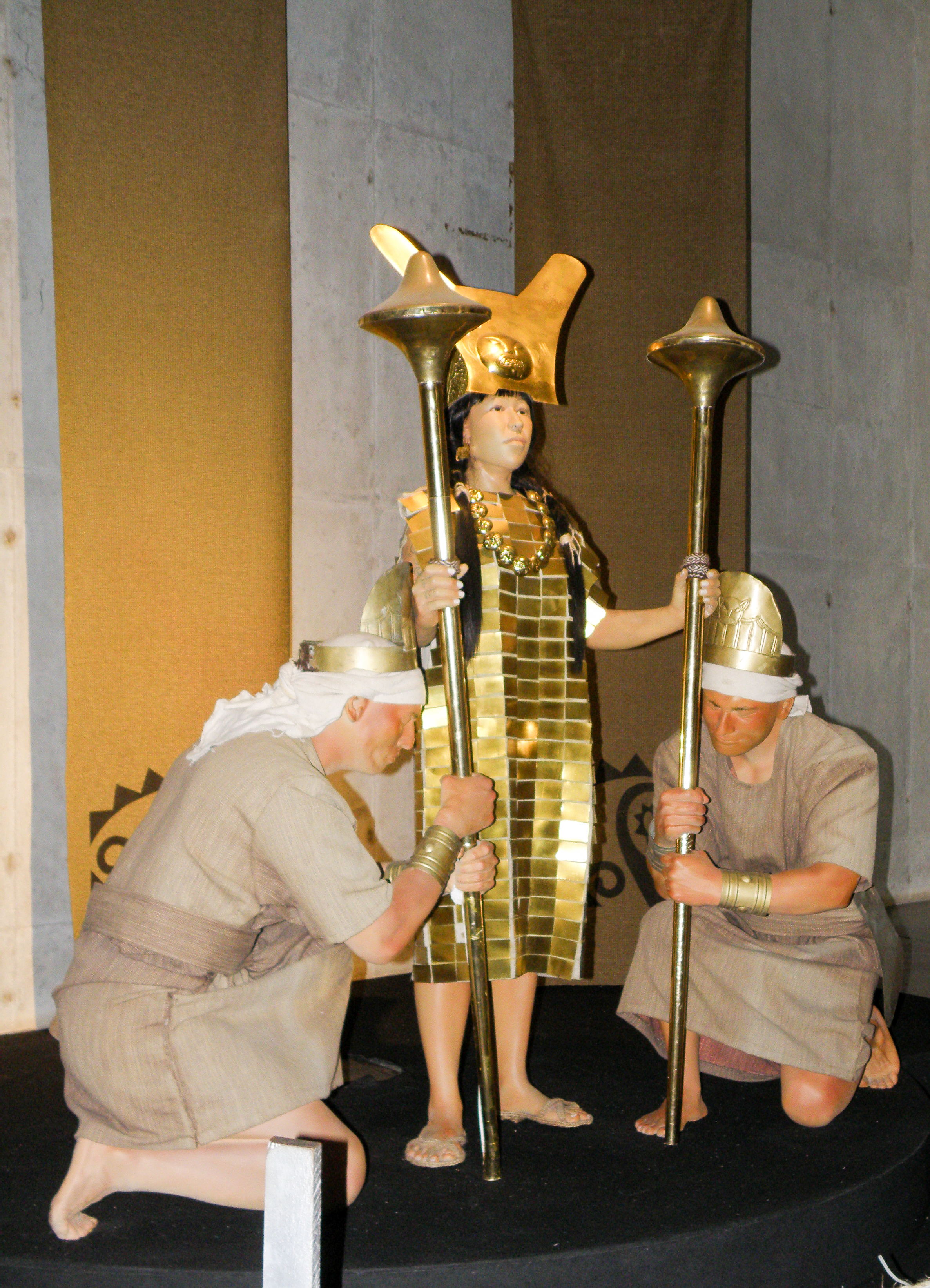
Représentation de la Dame de Cao au musée du site.

L'abandon des Huacas à la fin de cette période pourrait être lié à l'instabilité politique et aux bouleversements de la sphère sud de la civilisation Moche. Certains archéologues soulignent également que ce sont des événements climatiques extrêmes qui ont pu conduire au déclin de la culture. Toutefois, les informations relatives à la fin de la période sont limitées. La culture Lambayeque est née dans la vallée de Chicama vers 900 après J.C. avant d'être successivement incorporée dans les empires Chimú et Inca. Néanmoins, le Complexe Archéologique de Brujo est resté un espace cérémoniel et funéraire dédié à la mémoire collective.

## Description
Le Complexe Brujo est représenté par trois huacas majeurs. Le monticule de Huaca Prieta remonte à l'époque précéramique. Huaca Cortada et Huaca Cao Viejo (les plus grandes) sont des pyramides tronquées à gradins construites aux angles nord de la terrasse pendant la période intermédiaire précoce. L'archéologie du bâtiment dévoile sept phases de construction couvrant les phases initiale et intermédiaire de l'ère Moche.
Huaca Cao Viejo est célèbre pour ses reliefs polychromes et ses peintures murales, ainsi que pour la découverte de la Señora de Cao, dont les restes sont actuellement les plus anciens témoignages d'une souveraine au Pérou.

### Huaca Prieta.

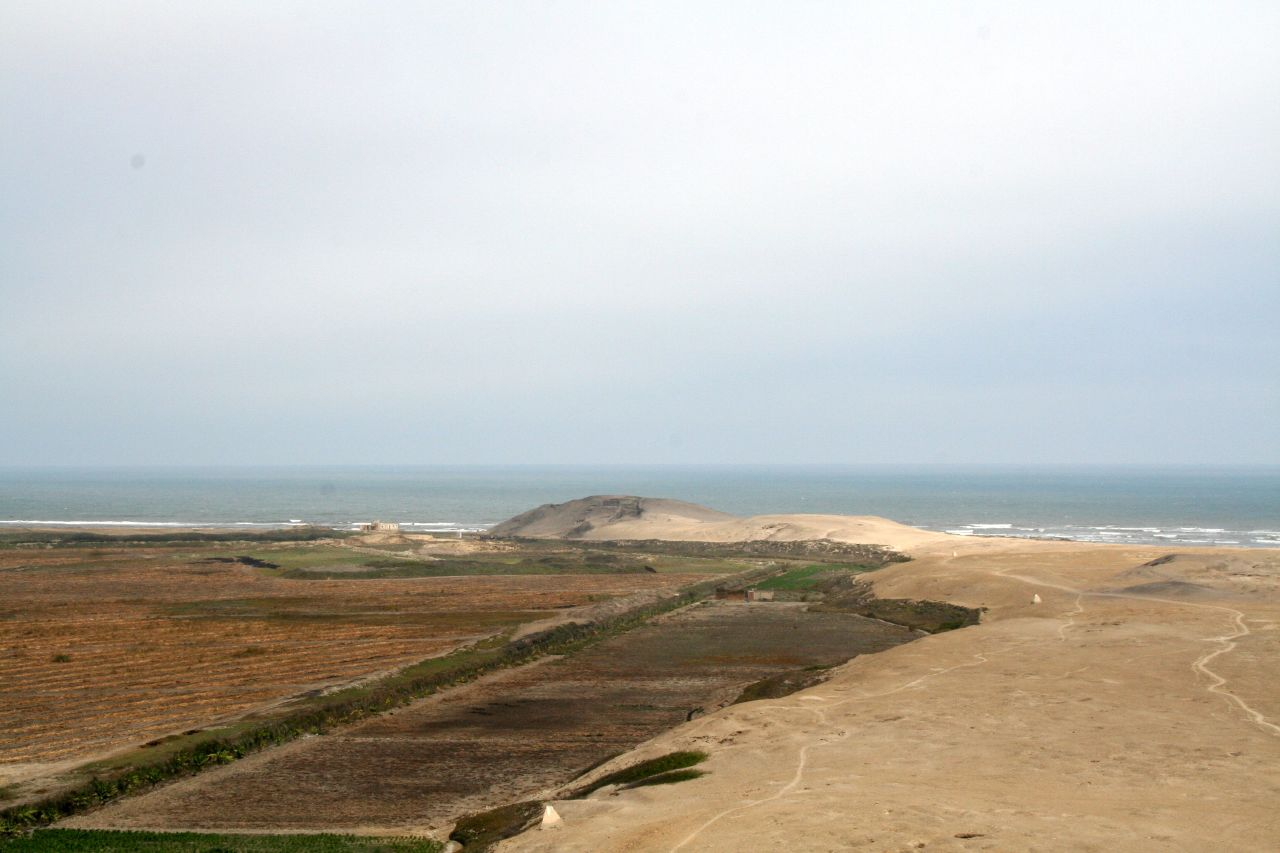
Huaca Prieta vue de Huaca Cao Viejo.

C'est un monticule appartenant à la période précéramique, son antiquité étant estimée à environ 12500 av. J.-C. Son nom (prieta signifie moulée) est dû à l'énorme masse de cendres et de déchets décomposés qui donnent une coloration très sombre au sol.
Ce sont les vestiges culturels d'agriculteurs sédentaires, qui construisaient des salles semi-souterraines de pierre et de boue, pratiquaient un art textile rudimentaire et utilisaient des ustensiles pyrogravés, avec des dessins zoomorphes et anthropomorphes, mais ignoraient les céramiques et la culture du maïs.

### Huaca Cao Viejo.

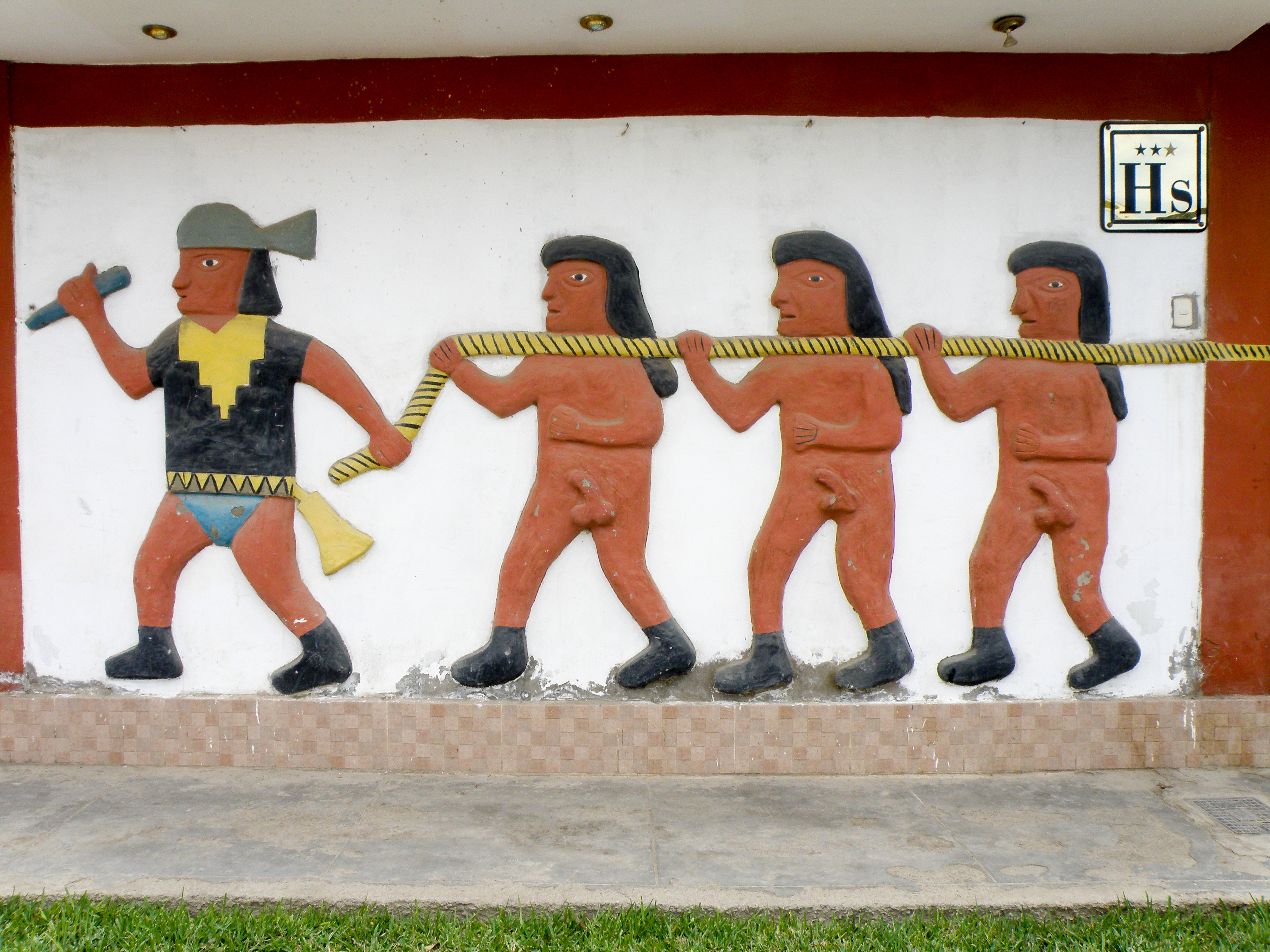
Interprétation moderne sur le mur d'un restaurant du thème des "prisonniers" de la Huaca Cao Viejo.

Cette pyramide tronquée, faite de briques d'adobe, d'époque Moche présente des hauts et des bas-reliefs dont le plus connu est celui des Prisonniers. Elle est composée de sept bâtiments superposés, construits successivement tout au long de cinq siècles, suivant le cérémonial caractéristique des cultures côtières péruviennes : l'ancien bâtiment a été enterré pour en élever un nouveau au-dessus.
L'édifice a ainsi atteint une hauteur de 30 m. Sa base quadrangulaire mesure environ 120 m de côté. Pour atteindre le sommet de la pyramide, il y avait une longue rampe sur un côté du bâtiment. Devant le bâtiment s'étend une place pour les cérémonies, entourée de murs, sur un côté de laquelle se trouve une annexe ou une longue plate-forme.

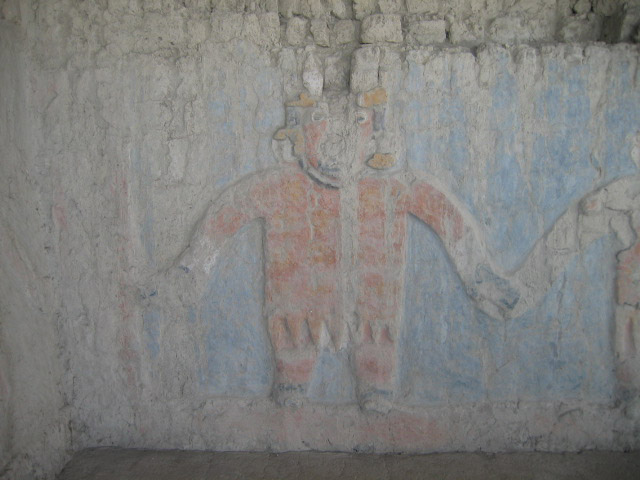
Haut relief du Huaca Cao Viejo, dit des "danseurs".

C'était peut-être un lieu de sacrifice. Sur les murs de certains secteurs de la pyramide, on peut encore voir des peintures murales colorées en haut-relief, avec l'iconographie typique de Moche, en particulier les images d'un groupe de captifs attachés avec une corde autour de leur cou, qui vont vers le "décapiteur" Ai apaec.
Les murs sont couverts des représentations de cette divinité et de personnages se tenant la main, que l'on a appelées les "danseurs". Des motifs similaires peuvent souvent être vus dans la céramique Moche.
C'est sur l'une des plates-formes de cette pyramide que fut découverte une tombe qui abritait les restes momifiés d'une femme baptisée Señora de Cao, qui était peut-être une Moche de la vallée de Chicama. Le corps était recouvert de 18 colliers d'or, d'argent, de lapis-lazuli, de quartz et de turquoise, de trente ornements de nez en or et en argent, de diadèmes et de couronnes en cuivre doré. Dans la tombe se trouvaient également des sceptres en bois doublés de cuivre, utilisés dans les cérémonies comme symboles du pouvoir et de l'hégémonie, et diverses plaques de métal en vrac qui recouvraient le linceul de coton naturel. Le corps est tatoué de motifs de serpents et d'araignées, encore visibles, représentant la fertilité de la terre mais qui pourraient aussi indiquer ses dons de voyante.

### Huaca Cortada ou Huaca El Brujo.

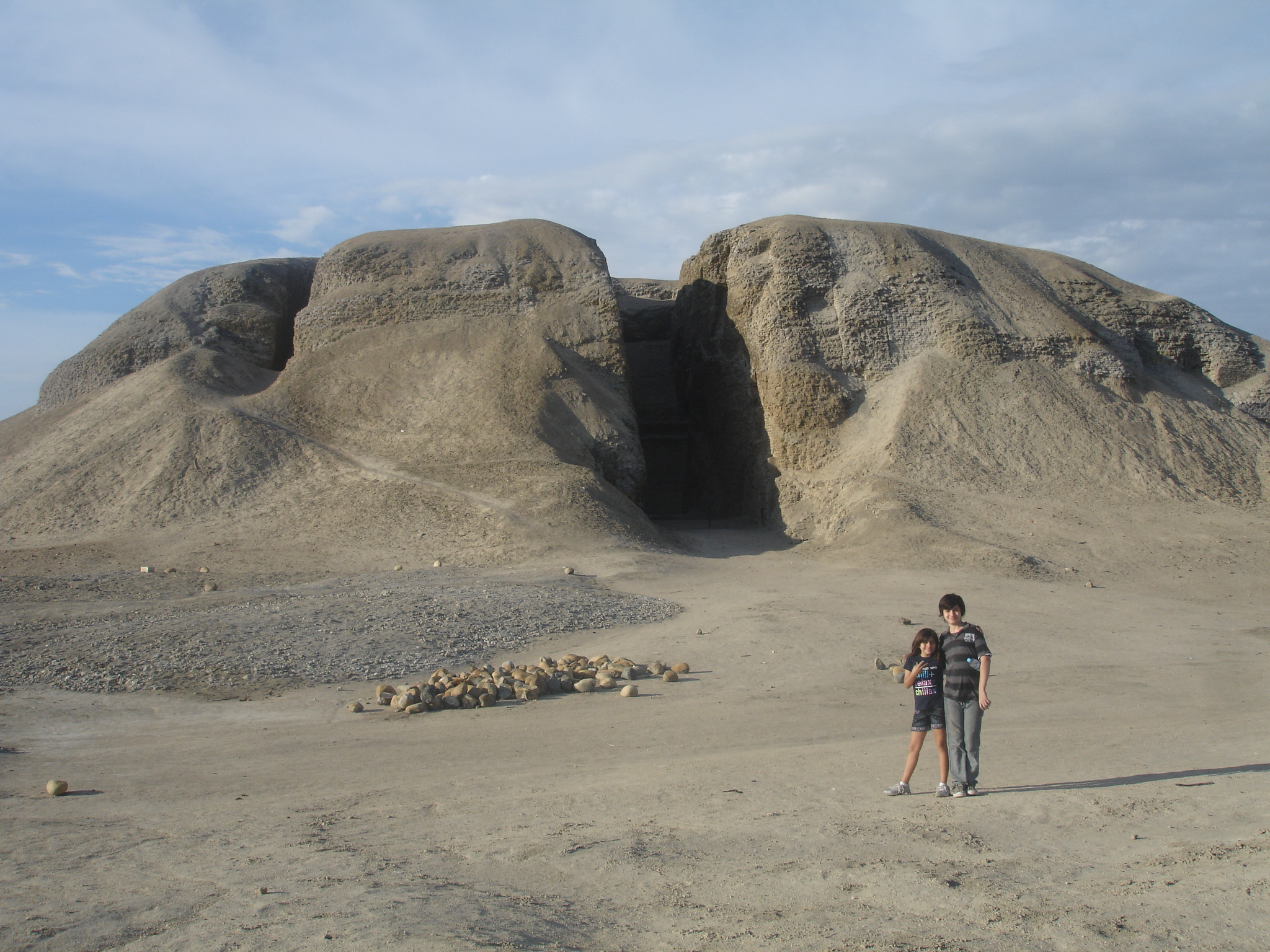
Huaca Cortada.

La Huaca Cortada ou Huaca El Brujo, pyramide tronquée d'époque Moche est contemporaine du Huaca Cao Viejo, bien que de plus petite taille. L'édifice mesure 103 m de long sur 98 m de large et 22 m de haut, et occupe une superficie d'environ 10 000 m2. Il est situé à environ 500 m au nord-ouest de Huaca Cao Viejo, avec lequel il forme un ensemble évident, selon le modèle suivi par les fossés dans leurs constructions architecturales.
Son nom est dû au fait qu'au centre de sa façade sud se trouve un énorme fossé profond de 45 m de long sur 5 m de large, qui le divise presque en deux, peut-être fait par les huaqueros (pillards) dans leur soif de trouver des trésors.
Les archéologues ont profité de ce grand fossé pour étudier la séquence de construction du monument. Les murs ont également été identifiés par des frises décoratives, avec des motifs de poissons, dans lesquels les couleurs jaune, rouge, blanc, gris et noir ont été utilisées. La technique artistique est similaire à celle appliquée à Huaca Cao Viejo.

### Musée de Cao.

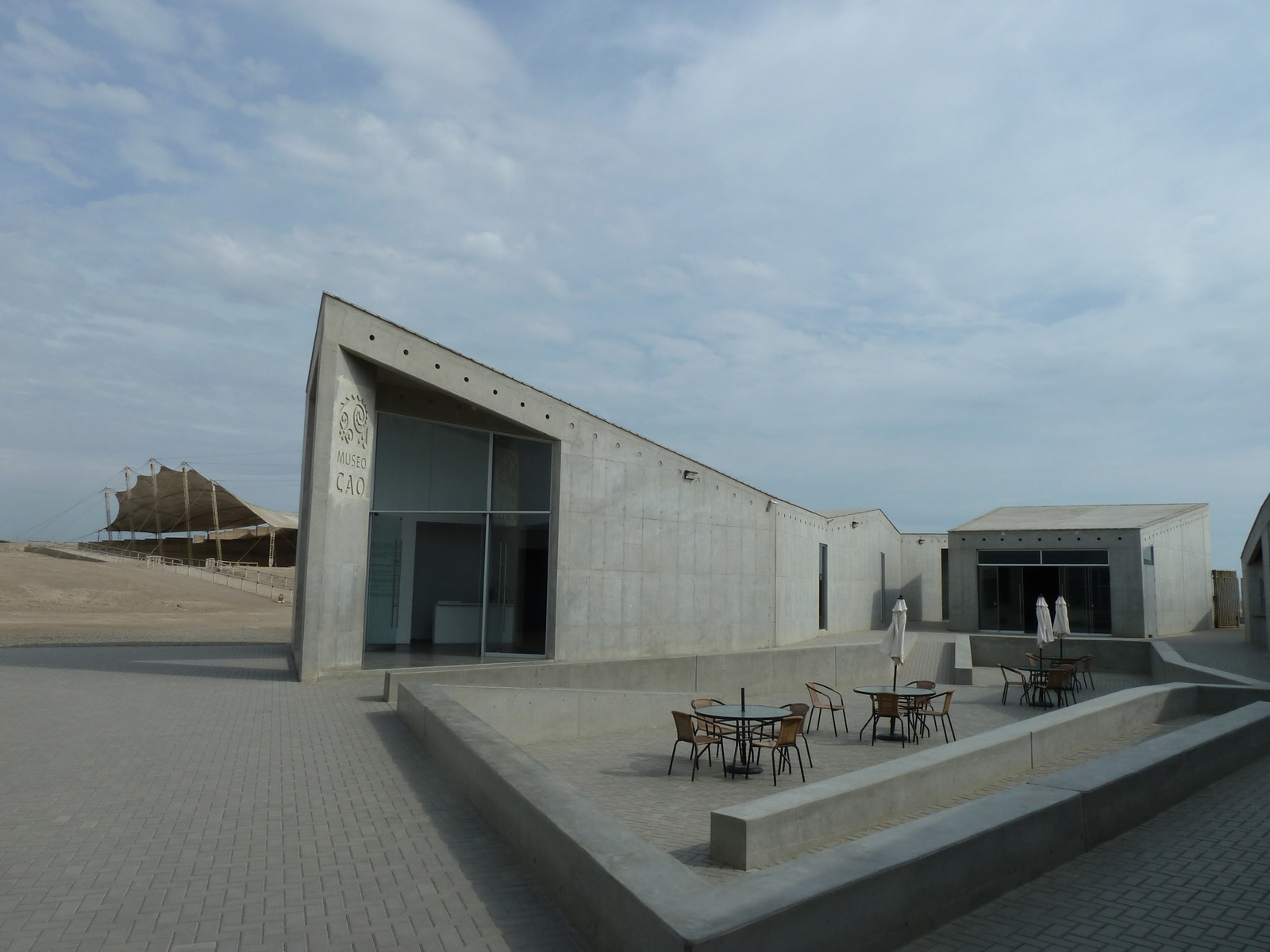
Musée de Cao.

Le Musée de Cao, inauguré en 2009, fait partie du complexe archéologique El Brujo. Il est géré par la fondation Wiese du nom de Guillermo Wiese de Osma, banquier philanthrope et archéologue à l'origine du projet. Il est composé de sept salles qui couvrent une grande partie de l'histoire Moche et de son héritage culturel. Il dispose d'une salle d'exposition, d'un auditorium pour les projections, d'une salle de réunion, d'un laboratoire et d'une salle informatique et archéologique. Il abrite la momie de la Dame de Cao.

### Bibliographie

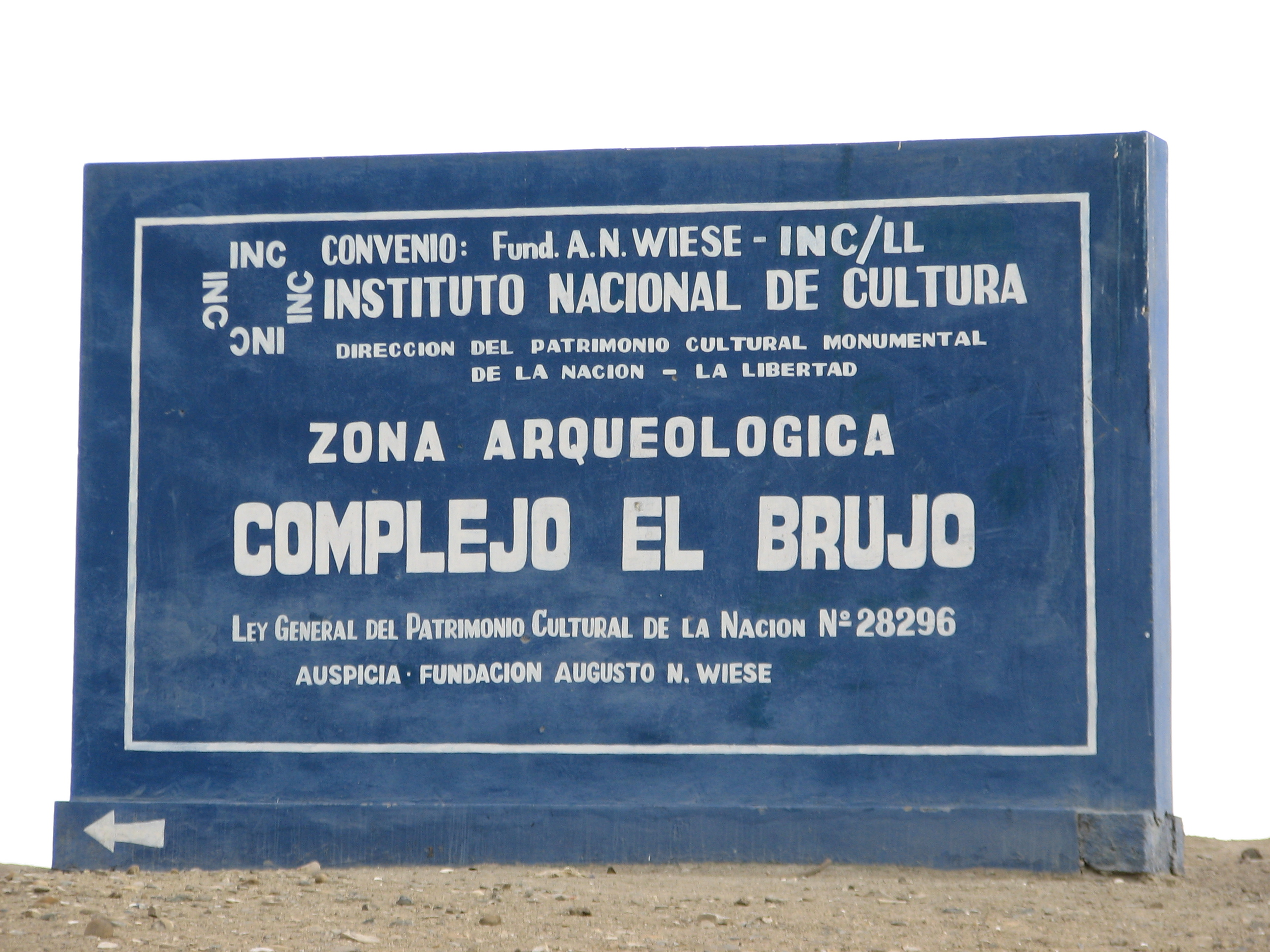
Panneau du INC (Institut National de la Culture) au complexe "El Brujo".